# Bosal

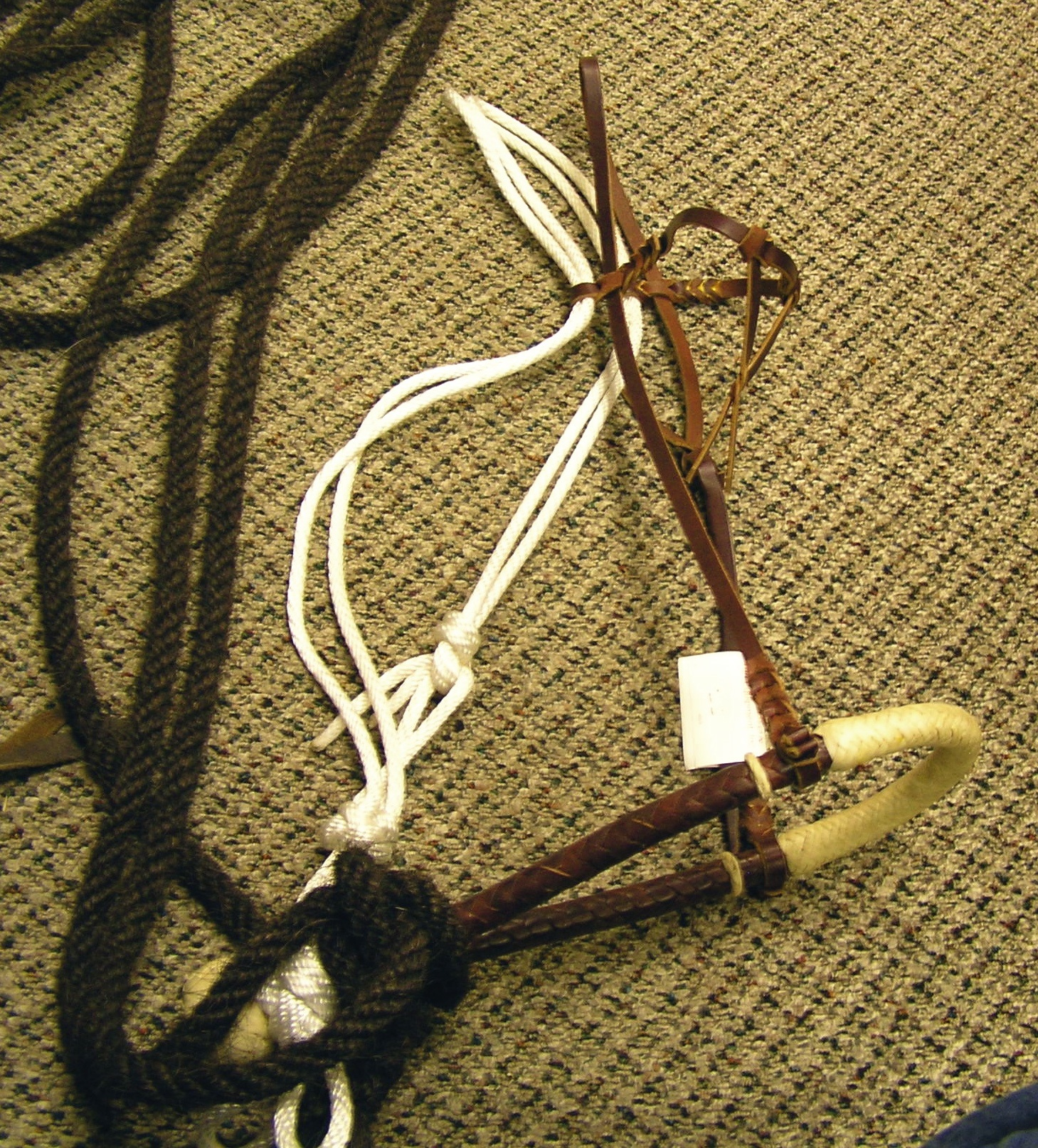
Un bosal avec une mécate en crins de cheval et un fiador en corde de nylon blanche.

Un bosal, ou bosai, est un type muserolle rigide utilisé sur le hackamore classique de la tradition vaquero. Il est généralement fait de cuir brut tressé et est ajusté au cheval de manière à lui permettre de se reposer tranquillement jusqu'à ce que le cavalier utilise les rênes pour donner un signal. Il agit sur le nez et la mâchoire du cheval. Dans la tradition mexicaine du Charro, le Bozal se substituait au caveçon en fer dentelé utilisé en Espagne,. Bien que vu à la fois dans les traditions de cow-boy "Texas" et "Californie", il est le plus étroitement associé au style "Californie" de l'équitation western. Parfois, le terme bosal est utilisé pour décrire l'ensemble du hackamore classique ou jaquima. D'un point de vue technique, cependant, le terme se réfère uniquement à la partie muserolle de l'équipement.
Les bosals sont disponibles en différents diamètres et poids, permettant à un cheval plus habile de « graduer » vers un équipement toujours plus léger. Une fois qu'un jeune cheval est solidement entraîné avec un bosal, un mors est ajouté et le cheval passe progressivement du hackamore à un mors.